# Lars Lindgren
Lars Lindgren is een Zweeds syndicalist.

## Levensloop
Lindgren - vrachtwagenchauffeur van beroep - werd actief in de Svenska transportarbetareförbundet (ST), de Zweedse transportarbeidersbond. Van deze vakcentrale werd hij in 2009 voorzitter. Daarnaast werd hij in 2012 verkozen als voorzitter van de European Transport Workers' Federation (ETF). 
In maart 2017 trad hij terug als voorzitter van de ST. Als voorzitter van de ETF werd hij in mei 2017 opgevolgd door de Belg Frank Moreels. Vervolgens ging Lindgren aan de slag bij de International Transport Workers' Federation (ITF). 